# Pontonnier
 (juin 2009).
Si vous disposez d'ouvrages ou d'articles de référence ou si vous connaissez des sites web de qualité traitant du thème abordé ici, merci de compléter l'article en donnant les références utiles à sa vérifiabilité et en les liant à la section « Notes et références ».
 (février 2019).
Pour le sport pratiqué en Suisse et pour l'établissement a Strasbourg, voir Pontonnier (sport) et Lycée international des Pontonniers.

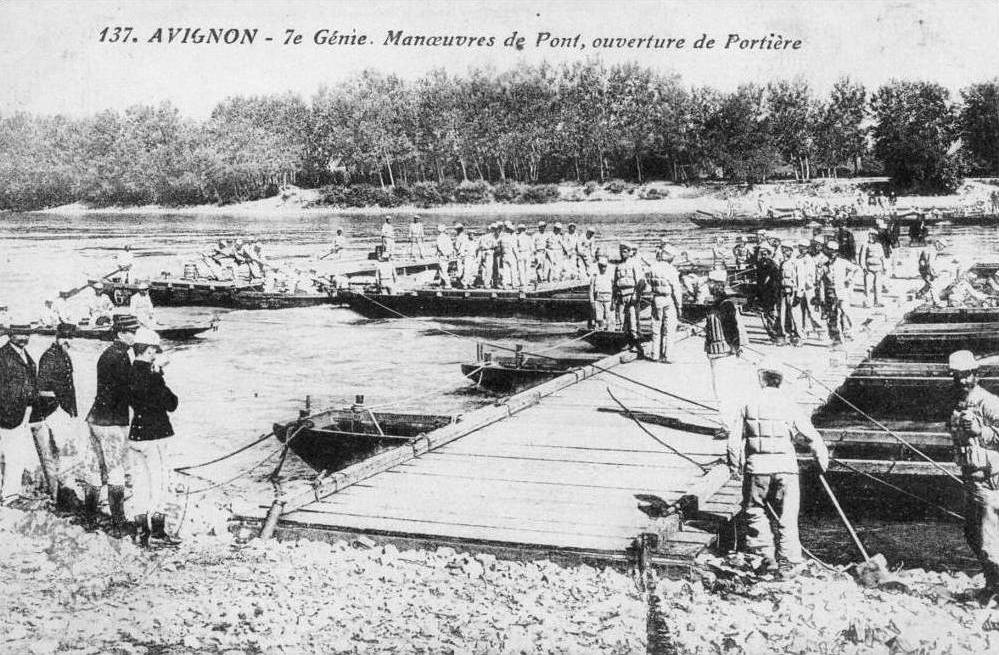
7e RG, Manœuvre de Pont, Avignon, 1916.

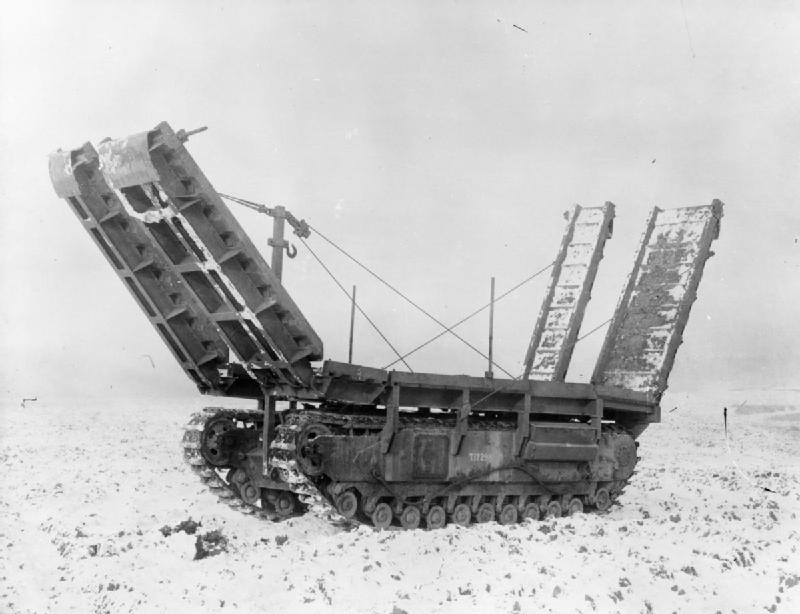
Char Churchill Ark Mk II, un engin britannique de la Seconde Guerre mondiale.

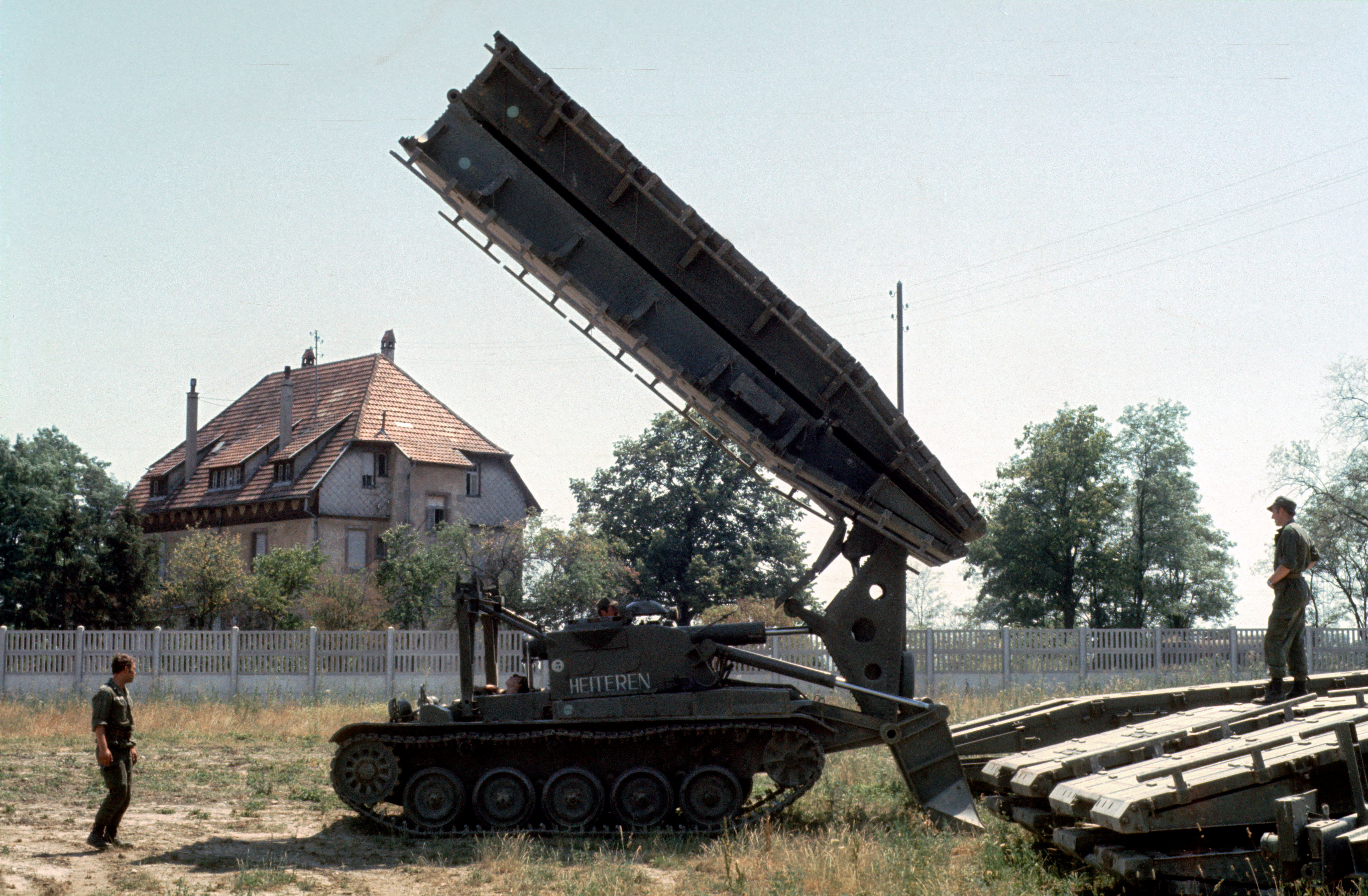
Essai de pose de travure depuis un AMX-13 PDP (Poseur de Pont) du 9e RG en 1976.

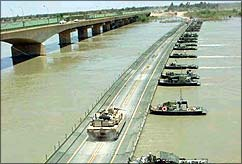
Pont flottant d'une unité de réserve de l'US Army.

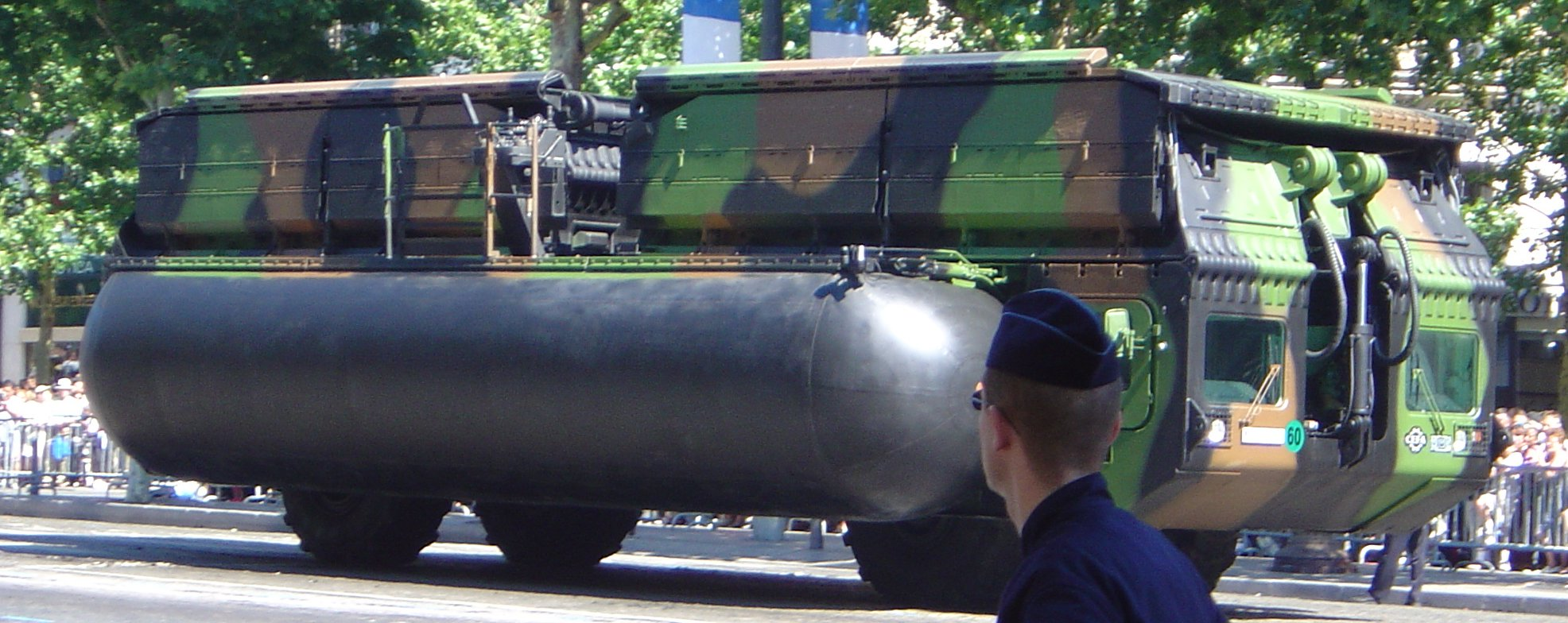
Engin de franchissement de l'avant de l'armée française.

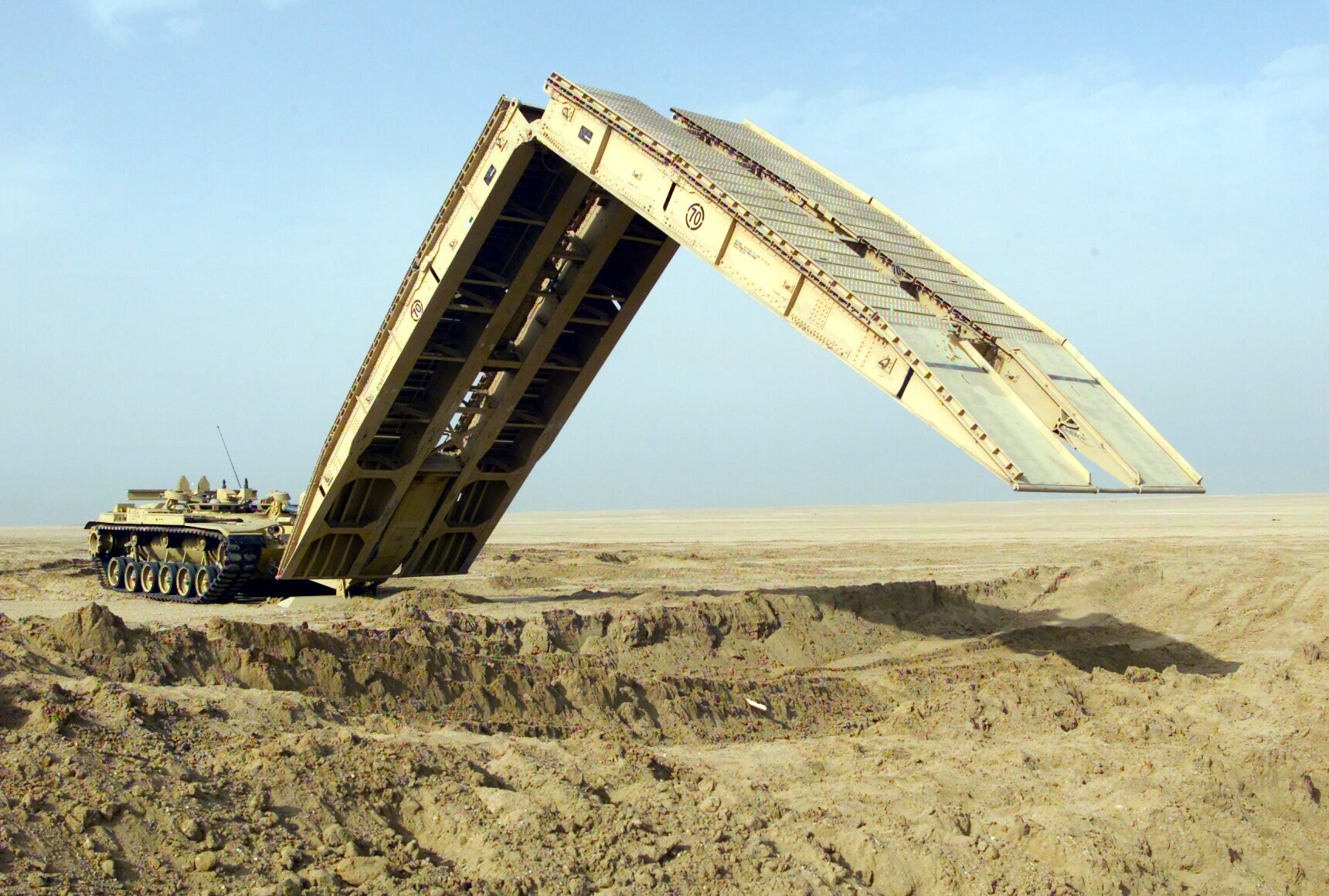
Véhicule blindé pontonnier M60A1 Armored Vehicle Landing Bridge/M60 AVLB dérivé du char M60, utilisé par les forces américaines depuis 1987.

Les équipes de pontonniers sont des unités du génie militaire chargées de mettre en place, sur des cours d'eau, des ponts afin de permettre le franchissement de ceux-ci par les armées.
Cette mission de génie militaire s’avère essentielle dans la guerre de mouvement, au cours de laquelle les armes les plus mobiles (chars, infanterie motorisée ou mécanisée) doivent pouvoir s’affranchir de tous les obstacles naturels pour atteindre leurs objectifs tactiques. Ainsi, chaque Panzerdivision allemande disposait d’un bataillon de pontonniers.

## Transport de pont dans l'Armée britannique
- Alvis Unipower Tank Bridge Transporter
- Titan Armoured Vehicle Launcher Bridge

## Pontonnier dans l'armée française
En France, les années 1870 voient la création du 2e régiment d'artillerie-pontonniers (1878) dissous par la loi de réorganisation militaire du 29 juin 1894. Les pontonniers sont remplacés par deux nouveaux régiments du génie, les 6e et 7e régiments qui s'installent respectivement à Angers et à Avignon. Après les lois cadres de 1912 et les circulaires d'applications d'avril 1914, le Génie Français se décida à recréer 2 bataillons de Pontonniers, le 23e et le 24e du 7e régiment du génie. Seul, le 7e R.G regroupe deux bataillons de pontage d'armée en activité pendant la Première Guerre mondiale. 
Les premières formations de ponts lourds furent constituées en décembre 1914, sous le nom d'équipe du Génie maritime. Au mois d'août 1916, elles furent transformées en Compagnies du Génie maritime rattachées au 3e régiment du génie, et prirent au 1er janvier 1920, la dénomination de Compagnies de ponts-lourds. Elles furent alors intégrées au 7e régiment du génie. 
Durant la Seconde Guerre mondiale, la plupart des ponts étaient constitués de bateaux, pneumatiques ou à coque dure, qui servaient à supporter les travées où passaient les véhicules ou fantassins.
Mais la mise en place des embarcations était une opération difficile et complexe, surtout lorsqu’elle se faisait en première ligne, donc sous le feu ennemi. Aussi, de nouveaux matériels ont été conçus pour faciliter et accélérer cette tâche. Le premier engin motorisé de franchissement sur brèche humide de grande largeur a été le « Gillois » (portant le nom de son inventeur le général Jean Gillois), mis en service après un marché passé en 1955 et construit jusqu'en 1973 à environ 250 exemplaires. L'engin se déclinait en rampe-travure et travure de pont pour le franchissement continu et discontinu, et en bac pour le franchissement discontinu. Seul le bac sera valorisé dans les années 1980. Le pont Gillois sera utilisé pendant la guerre du canal de Suez. Le 10e Régiment du génie de Spire sera le dernier régiment à en être doté jusqu'à sa dissolution en 1997. Entre-temps, le pont flottant motorisé (PFM) aura fait son apparition (le PFM 2 commence à être introduit dans les régiments et compagnies spécialisés franchissement sur la période 2020-2021) . Ce matériel est encore en service dans la 23e compagnie d'appui amphibie et de franchissement du 6e RG (dernière compagnie de franchissement de l'armée de terre). L’Engin de franchissement de l'avant (EFA) est le plus récent pont automoteur amphibie. Il est ambidrome et sert au franchissement continu et discontinu. C'est aujourd'hui le seul moyen qui permet le passage d'un char Leclerc. C'est avec le PFM le dernier moyen de franchissement lourd amphibie. Les EFA sont en dotation au sein du 6eRG et 19eRG.
Le Système de pose rapide de travures, pont d'environ 20 mètres sur brèche sèche est en dotation au 13e Régiment du génie depuis les années 2010. 
Afin de garantir une autonomie maximale, la plupart des véhicules légers (blindé de reconnaissance, transport de troupes)sont amphibies. Bien que pouvant traverser en immersion, les chars restent limités dans les opérations de franchissement avec schnorkel, du fait des vitesses de courant, des profondeurs et des reliefs des fonds, ainsi que des largeurs de brèche.
La dernière Unité de pontonniers :
Il n'existe plus que deux compagnies de franchissement de nos jours dans l'armée française, la 23e Compagnie d'appui amphibie et de franchissement du génie transférée en 2010 au 3e Régiment du génie à Charleville-Mézières, puis désormais établie au 6e Régiment du génie à Angers (depuis 2015) et l'ex 5CGC devenue 5e Compagnie du génie de franchissement, en attendant sa nouvelle appellation qui devrait se définir en 2013, comme 25e Compagnie du génie de franchissement (constituée en partie de personnels de réserve ayant appartenu à l'ex-25e Compagnie de Pont Flottant Motorisé du 1er RG). Dernières de son genre dotée exclusivement de moyens lourds de franchissement : PFM (active et réserve) et EFA (active), elles sont de fait héritières des traditions des pontonniers du génie français. Elle a repris à ce titre une devise du 1er régiment du génie, son régiment d'origine : " Royal pontonnier, au nom de Dieu, sur le vif ".

### Type de pont mis en œuvre par le génie militaire français
- Pont de bateaux Armée française

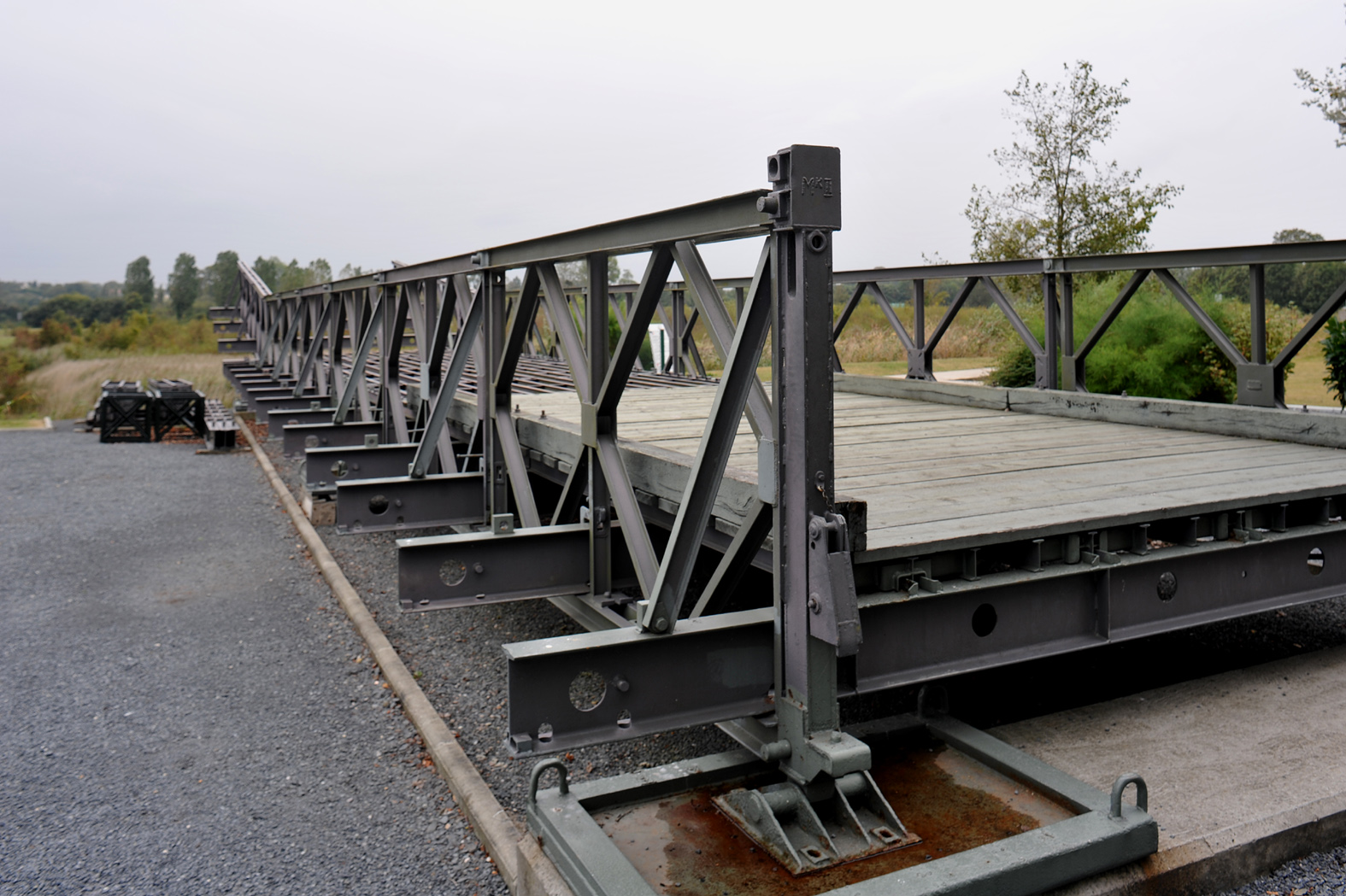
Élément de pont Bailey au Mémorial Pegasus à Ranville.

  - modèle 1858 - support flottant bois - classe 4 tonnes
  - modèle 1901 - support flottant métal - classe 4 tonnes
  - modèle 1901 - Type 1 ou renforcé/modifié 1 - classe 6 tonnes (convois de type A, soit de 4 à 6 tonnes en passage normal
  - modèle 1901 renforcé/modifié 2 - classe 8 tonnes, puis 12 tonnes
  - Pont Rolland
  - modèle 1935 - support flottant - classe 12 tonnes
- Pont de bateaux pneumatiques US type M4T6 - flotteur 60 T
- Pont Bailey
- Pont Gillois
- Pont automoteur d'accompagnement (PAA)
- Pont flottant motorisé (PFM)
- Engin de franchissement de l'avant (EFA)
- Système de pose rapide de travures (SPRAT)

## Pontonniers dans l’armée soviétique
Au 1er août 1944, il y a 110 bataillons de pontonniers dans l'Armée rouge répartis comme suit :
- Front de Carélie : 3 bataillons.
- Front de Leningrad : 1 régiment, 7 bataillons.
- Premier front de la Baltique : 1 brigade, 2 bataillons.
- Second front de la Baltique : 5 bataillons.
- Troisième front de la Baltique : 3 bataillons.
- Premier front biélorusse : 1 brigade, 2 régiments, 8 bataillons (ce total inclut les unités pour Lublin-Brest : 2 régiments, 5 bataillons et avec en plus 1 bataillon polonais).
- Deuxième front biélorusse : 4 bataillons.
- Troisième front biélorusse : 2 brigades, 1 bataillon.
- Premier front ukrainien : 2 brigades, 3 bataillons +1 bataillons brigade génie.
- Deuxième front ukrainien : 2 brigades, 1 régiment +1 bataillons brigade génie.
- Troisième front ukrainien : 1 brigade, 2 régiments.
- District de Moscou : 4 bataillons.
- Front du Transbaikal : 4 bataillons.
- Front d'Extrême-orient : 1 régiment, 7 bataillons.

Les brigades ont entre 3 et 6 bataillons, les régiments en ont 2.

## Suisse
En 2019, les bataillons du génie 2, 6, 9 et 23 ainsi que la Formation d’application du génie et du sauvetage/NBC mettent notamment en œuvre quatre types de ponts mobiles : 
- le pont flottant motorisé
- le char pont Iguane
- le Mabey Logistic Support Bridge (en)
- le Système de pont d’appui 45 m.

En Suisse, l'activité de pontonnier est aussi un sport.

## Unités de pontonniers à travers le monde
- Allemagne : GebPiBtl 8
- Belgique : 11 Bataljon Genie, 4e Bataillon de Génie
- Espagne: 12e régiment du génie, met en œuvre le M60 AVLB
- États-Unis : 1st Armored Division Bridge
- Italie : 2° Reggimento Genio Pontieri
- Singapour : 35th Battalion, Singapore Combat Engineers (35SCE)
- Suisse : Bataillon du génie 2, Geniebataillon 6, Geniebataillon 9, Geniebataillon 23